# Sergio Osmeña
Sergio Osmeña Sr. (Cebu, 9 settembre 1878 – Quezon City, 19 ottobre 1961) è stato un politico filippino, fondatore del Partito Nazionalista delle Filippine e 4º Presidente delle Filippine, in carica dal 1º agosto 1944 fino al 28 maggio 1946.
È il patriarca della prominente famiglia Osmeña, che include il figlio (l'ex Senatore Sergio Osmeña Jr.), i suoi nipoti (i Senatori Sergio Osmeña III e John Henry Osmeña) e gli ex-Governatori (Lito Osmeña e Tomas Osmeña).

## Biografia
Osmeña nacque a Cebu da Don Pedro Lee Singson Gotiaoco, ricco commerciante di sangue cinese, e da Juana Osmeña y Suico, che lo partorì a 14 anni; rampollo di una famiglia ricca e importante di Cebu, frequentò il Collegio di San Carlos dove si diplomò nel 1892. Continuò gli studi a Manila, al San Juan de Letrán College, dove conobbe Manuel Quezón, un suo compagno di classe e futuro Presidente delle Filippine. Osmeña si laureò quindi in Giurisprudenza presso l'Università di Santo Tomás.
Il 10 aprile 1901 sposò Estefania Chiong Veloso dalla quale ebbe sei figli: Vicente, Edilberto, Nicasio, Milagros, Emilio, Teodoro, Jose, e Sergio Jr. Nel 1920, due anni dopo la morte della moglie, Osmeña sposò in seconde nozze Esperanza Limjap che gli diede altri tre figli: Ramon, Rosalina e Victor.

## Carriera politica

### Gli inizi
Nel 1904, l'amministrazione coloniale statunitense lo nominò governatore di Cebu. Due anni dopo fu eletto ufficialmente con tale carica. Durante il periodo da governatore votò per l'elezione della prima Assemblea Filippina nel 1907 e venne eletto Presidente di tale organismo. Osmeña ai tempi aveva solamente 29 anni ma era già il più alto funzionario filippino.
Assieme ad un altro politico provinciale ed ex compagno di classe, Manuel Quezón, da Tayabas, fondò nel 1907 il Partito Nazionalista delle Filippine come risposta al Partito Federalista che aveva base a Manila. Da lì in poi i due Partiti avrebbero mantenuto una continua rivalità per il dominio politico sul Paese.
Osmeña venne eletto Deputato nel 1907 e rimase membro della Camera dei Deputati fino al 1922. Nel 1935 venne eletto vicepresidente delle Filippine, nomina che conservò sino al 1944. Si recò negli Stati Uniti nel 1933 per garantire l'approvazione del Hare-Hawes-Cutting Independence Bill, sostituito dal Tydings-McDuffie Act nel marzo 1934.

### La presidenza

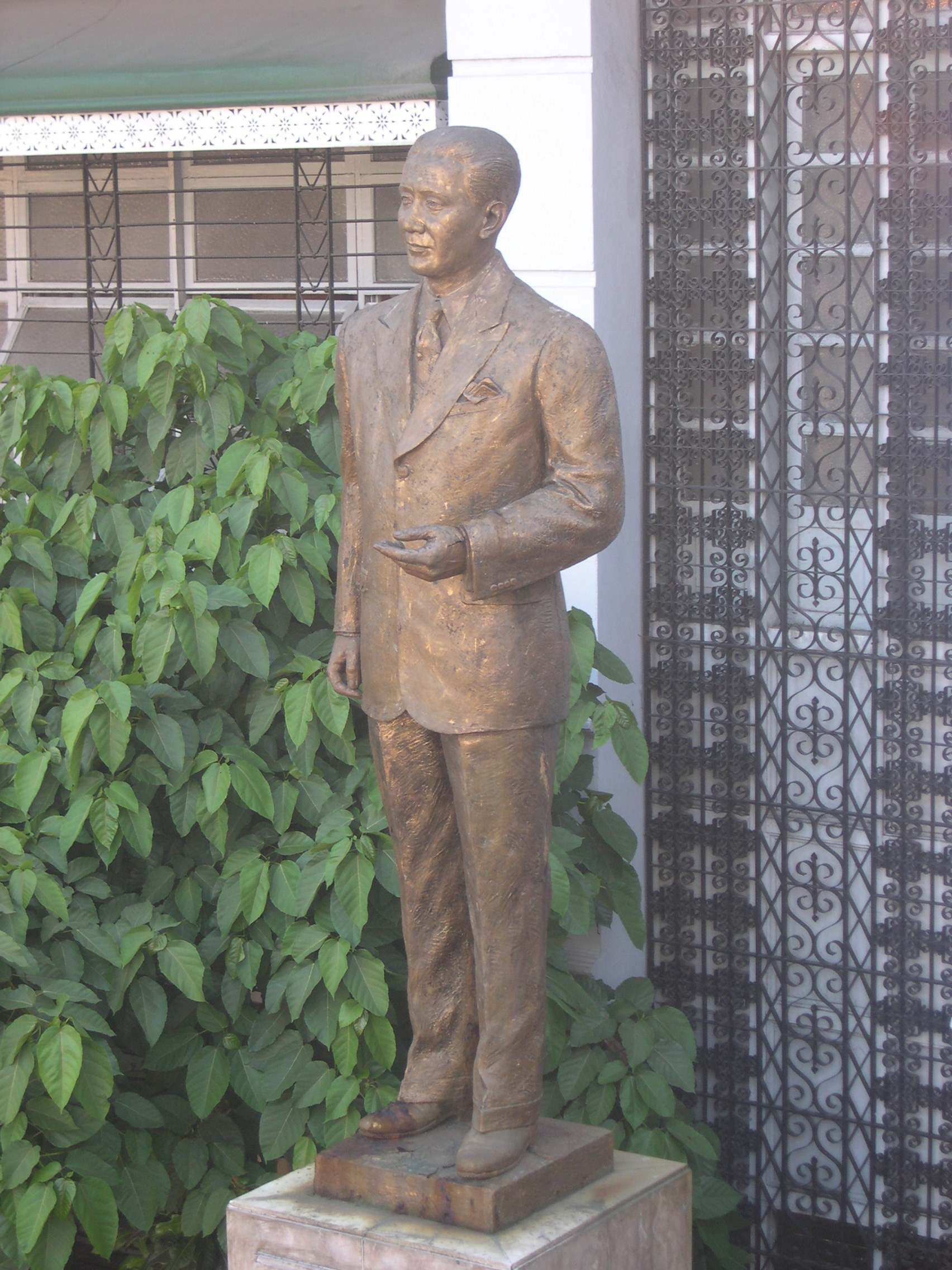
La statua di Sergio Osmeña davanti all'Osmeña Museum di Cebu City.

Osmeña divenne Presidente del Commonwealth dopo la morte di Quezón nel 1944. Ritornò nelle Filippine assieme al generale Douglas MacArthur e alle forze di liberazione. Dopo la guerra mondiale Osmeña restaurò il governo del Commonwealth e i vari dipartimenti esecutivi, continuando a lottare per ottenere l'indipendenza del paese.
Per le elezioni presidenziali del 1946 Osmeña rifiutò di fare campagna, dichiarando che il popolo filippino sapeva del suo record di 40 anni di onesto servizio. Tuttavia venne sconfitto da Manuel Roxas, che ottenne il 54% dei voti e divenne il primo Presidente della Repubblica indipendente delle Filippine.

## Post-presidenza e morte
Dopo la sua sconfitta alle elezioni Osmeña si ritirò a vita privata nella propria residenza di Cebu. Morì all'età di 83 anni, il 19 ottobre 1961, al Veteran's Memorial Hospital di Quezon City. Riposa al Manila North Cemetery di Manila.